# Harpalejeunea tridens
Harpalejeunea tridens là một loài Rêu trong họ Lejeuneaceae. Loài này được (Besch. & Spruce) Stephani mô tả khoa học đầu tiên năm 1913.